# Elecciones al Parlamento Europeo de 2009 (Italia)
Las elecciones al Parlamento Europeo de 2009 en Italia se celebraron el sábado 6 y el domingo 7 de junio de 2009, según lo decidido por el gobierno italiano el 18 de diciembre de 2008. Italia eligió a 72 diputados al Parlamento Europeo.

## Sistema electoral
La representación proporcional por listas de partidos fue el sistema electoral tradicional de la República Italiana desde su creación en 1946 hasta 1994, por lo tanto, también se adoptó para elegir a los diputados italianos del Parlamento Europeo desde 1979.
Se introdujeron dos niveles: un nivel nacional para dividir los escaños entre los partidos y un nivel de circunscripción para distribuirlos entre los candidatos en listas abiertas. Se establecieron cinco distritos electorales, cada uno de los cuales incluyó de 2 a 5 regiones y cada uno eligió un número fijo de diputados al PE. A nivel nacional, los escaños se dividieron entre listas de partidos utilizando el método de resto mayor con cuota Hare. Los escaños se asignan a los partidos y luego a sus candidatos más votados.
En el período previo a las elecciones, el Parlamento italiano ha introducido un umbral electoral del 4% en la ley electoral del Parlamento Europeo. Con una excepción para los partidos que representan a algunas minorías lingüísticas, ya que dichas listas pueden conectarse con uno de los partidos principales, combinando sus votos, siempre que esos partidos alcancen el umbral del 4% y que los candidatos de los partidos minoritarios obtengan un número suficiente de votos, no menos de 50.000 para el candidato principal.

## Principales partidos y líderes

### Eurodiputados salientes
Esta es una lista de las delegaciones italianas que se sentaron en el Parlamento Europeo antes del 6 de junio de 2009.
| Grupo del PE                        | Grupo del PE                                       | Escaños | Partido                  | Eurodiputados |
| ----------------------------------- | -------------------------------------------------- | ------- | ------------------------ | ------------- |
|                                     | Partido Popular Europeo-Demócratas Europeos        | 24/78   |                          |               |
| Forza Italia                        | Partido Popular Europeo-Demócratas Europeos        | 24/78   | 20                       |               |
| Unión de Centro                     | Partido Popular Europeo-Demócratas Europeos        | 24/78   | 2                        |               |
| Partido de los Pensionistas         | Partido Popular Europeo-Demócratas Europeos        | 24/78   | 1                        |               |
| Partido Popular Sudtirolés          | Partido Popular Europeo-Demócratas Europeos        | 24/78   | 1                        |               |
|                                     | Grupo Socialista en el Parlamento Europeo          | 21/78   |                          |               |
| Partido Democrático (ex DS)         | Grupo Socialista en el Parlamento Europeo          | 21/78   | 12                       |               |
| Partido Socialista                  | Grupo Socialista en el Parlamento Europeo          | 21/78   | 4                        |               |
| Izquierda Democrática               | Grupo Socialista en el Parlamento Europeo          | 21/78   | 3                        |               |
| Independientes                      | Grupo Socialista en el Parlamento Europeo          | 21/78   | 2                        |               |
|                                     | Unión por la Europa de las Naciones                | 13/78   |                          |               |
| Alianza Nacional                    | Unión por la Europa de las Naciones                | 13/78   | 8                        |               |
| Liga Norte                          | Unión por la Europa de las Naciones                | 13/78   | 3                        |               |
| La Derecha                          | Unión por la Europa de las Naciones                | 13/78   | 1                        |               |
| Independiente                       | Unión por la Europa de las Naciones                | 13/78   | 1                        |               |
|                                     | Alianza de los Liberales y Demócratas por Europa   | 7/78    |                          |               |
| Partido Democrático (ex DL)         | Alianza de los Liberales y Demócratas por Europa   | 7/78    | 4                        |               |
| Lista Bonino                        | Alianza de los Liberales y Demócratas por Europa   | 7/78    | 2                        |               |
| Partido del Sur                     | Alianza de los Liberales y Demócratas por Europa   | 7/78    | 1                        |               |
|                                     | Izquierda Unitaria Europea/Izquierda Verde Nórdica | 7/78    |                          |               |
| Partido de la Refundación Comunista | Izquierda Unitaria Europea/Izquierda Verde Nórdica | 7/78    | 5                        |               |
| Partido de los Comunistas Italianos | Izquierda Unitaria Europea/Izquierda Verde Nórdica | 7/78    | 2                        |               |
|                                     | No inscritos                                       | 3/78    |                          |               |
| Llama Tricolor                      | No inscritos                                       | 3/78    | 1                        |               |
| Fuerza Nueva                        | No inscritos                                       | 3/78    | 1                        |               |
| Independiente                       | No inscritos                                       | 3/78    | 1                        |               |
|                                     | Los Verdes/Alianza Libre Europea                   | 2/78    | Federación de Los Verdes | 2             |

1. ↑  Incluye dos eurodiputados del Movimiento por la Izquierda.
2. ↑  Incluye un eurodiputado de Unir la Izquierda.

### Resumen de partidos
En la siguiente tabla se enumeran los principales partidos/listas que participan en la elección.
| Partido | Partido                                      | Ideología principal     | Líder                  | Partido Europeo | Escaños |
| ------- | -------------------------------------------- | ----------------------- | ---------------------- | --------------- | ------- |
|         | El Pueblo de la Libertad                     | Conservadurismo liberal | Silvio Berlusconi      | EPP             | 28/78   |
|         | Partido Democrático                          | Socialdemocracia        | Dario Franceschini     | Ninguno         | 16/78   |
|         | Izquierda y Libertad                         | Ecosocialismo           | Varios líderes         | PES EGP         | 9/78    |
|         | Refundación Comunista – Comunistas Italianos | Comunismo               | Varios líderes         | PEL             | 4/78    |
|         | Liga Norte                                   | Regionalismo            | Umberto Bossi          | Ninguno         | 3/78    |
|         | Unión de Centro                              | Democracia cristiana    | Pier Ferdinando Casini | EPP             | 2/78    |
|         | Lista Bonino-Pannella                        | Radicalismo             | Marco Pannella         | ALDE            | 2/78    |
|         | La Autonomía                                 | Conservadurismo         | Varios líderes         | Libertas        | 2/78    |
|         | Partido Popular Sudtirolés                   | Regionalismo            | Richard Theiner        | EPP             | 1/78    |
|         | Llama Tricolor                               | Neofascismo             | Luca Romagnoli         | None            | 1/78    |
|         | Fuerza Nueva                                 | Neofascismo             | Roberto Fiore          | Ninguno         | 1/78    |
|         | Italia de los Valores                        | Anticorrupción          | Antonio Di Pietro      | ALDE            | 0/78    |

## Resultados
Los partidos que superaron el umbral electoral del 4% fueron El Pueblo de la Libertad (PdL), Partido Democrático (PD), Liga Norte (LN), Italia de los Valores (IdV) y Unión de Centro (UdC). Esta elección supuso una victoria para el Primer ministro Silvio Berlusconi: los partidos que apoyaban a su gobierno (El Pueblo de la Libertad y Liga Norte) obtuvieron 38 escaños, mientras que la oposición (Partido Democrático, Italia de los Valores y Unión de Centro) obtuvo 34 escaños.
El 1 de diciembre de 2009, tras la entrada en vigor del Tratado de Lisboa, los escaños italianos en el Parlamento Europeo aumentaron de 72 a 73. El escaño adicional fue asignado a la Unión del Centro (que pasó de 5 a 6 escaños).
| Partido                              | Partido                                                   | Grupo del PE                         | Candidato principal                  | Votos      | %      | +/–   | Escaños | +/–   |
| ------------------------------------ | --------------------------------------------------------- | ------------------------------------ | ------------------------------------ | ---------- | ------ | ----- | ------- | ----- |
|                                      | El Pueblo de la Libertad (PdL)                            | EPP                                  | Silvio Berlusconi                    | 10.797.296 | 35,26  | 1,35  | 29/72   | 4     |
|                                      | Partido Democrático (PD)                                  | S&D                                  | David Sassoli                        | 7.999.476  | 26,12  | 4,96  | 21/72   | 3     |
|                                      | Liga Norte (LN)                                           | EFD                                  | Umberto Bossi                        | 3.126.181  | 10,21  | 5,25  | 9/72    | 5     |
|                                      | Italia de los Valores (IdV)                               | ALDE                                 | Luigi de Magistris                   | 2.450.643  | 8,00   | 5,86  | 7/72    | 5     |
|                                      | Unión de Centro (UdC)                                     | EPP                                  | Ciriaco De Mita                      | 1.995.021  | 6,51   | 0,62  | 5/72    | 0     |
|                                      | Refundación Comunista – Comunistas Italianos (PRC – PdCI) | –                                    |                                      | 1.037.862  | 3,39   | 5,09  | 0/72    | 7     |
|                                      | Izquierda y Libertad (MpS – UlS – SD – PS – FdV)          | –                                    |                                      | 957.822    | 3,13   | –     | 0/72    | 2     |
|                                      | Lista Bonino-Pannella (LBP)                               | –                                    |                                      | 743.284    | 2,43   | 0,18  | 0/72    | 2     |
|                                      | La Autonomía (MpA – Destra – PP – AdC)                    | –                                    |                                      | 681.290    | 2,22   | –     | 0/72    | 1     |
|                                      | Llama Tricolor (FT)                                       | –                                    |                                      | 246.403    | 0,80   | 0,07  | 0/72    | 1     |
|                                      | Partido Comunista de los Trabajadores (PCL)               | –                                    |                                      | 166.531    | 0,54   | Nuevo | 0/72    | Nuevo |
|                                      | Fuerza Nueva (FN)                                         | –                                    |                                      | 147.343    | 0,48   | –     | 0/72    | 0     |
|                                      | Partido Popular Sudtirolés (SVP)                          | EPP                                  | Herbert Dorfmann                     | 143.509    | 0,47   | 0,02  | 1/72    | 0     |
|                                      | Liberal Demócratas – MAIE (LD – MAIE)                     | –                                    |                                      | 71.067     | 0,23   | Nuevo | 0/72    | Nuevo |
|                                      | Valle de Aosta (UV – SA – FA)                             | –                                    |                                      | 32.913     | 0,11   | –     | 0/72    | 0     |
|                                      | Autonomía Libertad Democracia (ALD)                       | –                                    |                                      | 27.199     | 0,09   | Nuevo | 0/72    | Nuevo |
|                                      |                                                           |                                      |                                      |            |        |       |         |       |
| Votos válidos                        | Votos válidos                                             | Votos válidos                        | Votos válidos                        | 30.623.840 | 92,79  |       |         |       |
| Votos en blanco y nulos              | Votos en blanco y nulos                                   | Votos en blanco y nulos              | Votos en blanco y nulos              | 2.125.164  | 7,21   |       |         |       |
| Total                                | Total                                                     | Total                                | Total                                | 32.749.004 | 100,00 |       |         |       |
| Votantes registrados y participación | Votantes registrados y participación                      | Votantes registrados y participación | Votantes registrados y participación | 50.342.153 | 65,05  |       |         |       |
| Fuente: Ministerio del Interior      |                                                           |                                      |                                      |            |        |       |         |       |

1. ↑  Un escaño perdido por el Partido de los Pensionistas
2. ↑  Lista conectada con el Partido Democrático
3. ↑  Lista conectada con El Pueblo de la Libertad
4. ↑  Lista conectada con Italia de los Valores

| \| Voto popular \| Voto popular \| Voto popular \| Voto popular \| Voto popular \| \| ------------ \| ------------ \| ------------ \| ------------ \| ------------ \| \| \| \| \| \| \| \| PdL \| PdL \| \| 35.3 % \| 35.3 % \| \| PD \| PD \| \| 26.1 % \| 26.1 % \| \| LN \| LN \| \| 10.2 % \| 10.2 % \| \| IdV \| IdV \| \| 8.0 % \| 8.0 % \| \| UdC \| UdC \| \| 6.5 % \| 6.5 % \| \| PRC-PdCI \| PRC-PdCI \| \| 3.4 % \| 3.4 % \| \| SeL \| SeL \| \| 3.1 % \| 3.1 % \| \| LBP \| LBP \| \| 2.4 % \| 2.4 % \| \| AUT \| AUT \| \| 2.2 % \| 2.2 % \| \| Otros \| Otros \| \| 2.8 % \| 2.8 % \| |          |  |        |        |
| Voto popular |          |  |        |        |
| |          |  |        |        |
| PdL | PdL      |  | 35.3 % | 35.3 % |
| PD | PD       |  | 26.1 % | 26.1 % |
| LN | LN       |  | 10.2 % | 10.2 % |
| IdV | IdV      |  | 8.0 %  | 8.0 %  |
| UdC | UdC      |  | 6.5 %  | 6.5 %  |
| PRC-PdCI | PRC-PdCI |  | 3.4 %  | 3.4 %  |
| SeL | SeL      |  | 3.1 %  | 3.1 %  |
| LBP | LBP      |  | 2.4 %  | 2.4 %  |
| AUT | AUT      |  | 2.2 %  | 2.2 %  |
| Otros | Otros    |  | 2.8 %  | 2.8 %  |